# Gujarat Lions
Die Gujarat Lions (oft nur Lions genannt oder GL) waren ein indisches Cricketteam, das in der Indian Premier League die Stadt Rajkot und den Bundesstaat Gujarat vertreten hat. Das Team wurde zusammen mit dem Franchise Rising Pune Supergiants im Jahr 2015 anlässlich der 9. Ausgabe der IPL (2016) neu gegründet. Dies war notwendig, da die Teams Rajasthan Royals und die Chennai Super Kings wegen eines Wettskandals für zwei Jahre von der Indian Premier League suspendiert wurden. Das Heimatstadion war das Saurashtra Cricket Association Stadium. Nach der Indian Premier League 2017 wurde bekannt, dass die Lions nicht mehr für die kommende Saison für die IPL spielberechtigt sein werden.

## Abschneiden in der IPL
| Jahr | Spiele | Siege | Niederlagen | No Result | Endplatzierung (Vorrunde) |
| ---- | ------ | ----- | ----------- | --------- | ------------------------- |
| 2016 | 14     | 9     | 5           | 0         | Halbfinale (1/8)          |
| 2017 | 14     | 4     | 10          | 0         | Vorrunde (7/8)            |